# Þverfell (berg i Island, Suðurland)
Þverfell är ett berg i republiken Island. Det ligger i regionen Suðurland, i den sydvästra delen av landet, 60 km öster om huvudstaden Reykjavík. Toppen på Þverfell är 487 meter över havet.
Trakten runt Þverfell är nära nog obefolkad, med mindre än två invånare per kvadratkilometer. Närmaste större samhälle är Reykholt, 16,9 km sydost om Þverfell. Trakten runt Þverfell består i huvudsak av gräsmarker.